# Ryan Cox
Ryan Cox (Johannesburg, 9 aprile 1979 – Johannesburg, 1º agosto 2007) è stato un ciclista su strada sudafricano.
È morto il 1º agosto 2007 a Johannesburg, tre settimane dopo un intervento chirurgico subito in Francia per problemi vascolari cronici alla gamba sinistra, a causa della rottura dell'arteria nello stesso arto.

## Palmarès

### Strada
- 2003 (Barloworld, una vittoria)

4ª tappa Circuit des Mines (Trieux > Manderen)
- 2004 (Barloworld, tre vittorie)

Campionati sudafricani, Prova in linea Elite
4ª tappa Giro del Capo (Città del Capo, cronometro)
Classifica generale Tour of Qinghai Lake
- 2005 (Barloworld, quattro vittorie)

Campionati sudafricani, Prova in linea Elite
8ª tappa Tour de Langkawi (Kuala Kubu Bahru > Genting Highlands)
Classifica generale Tour de Langkawi
6ª tappa Tour of Qinghai Lake (Guide > Xining)

#### Altri successi
- 2003 (Barloworld)

Croc Cycle Tour
Criterium Neuwied
Criterium Hartbeeshoek
- 2005 (Barloworld)

Classifica scalatori Tour de Langkawi
Classifica scalatori Giro del Capo

## Piazzamenti

### Classiche monumento
- Milano-Sanremo

2007: 131º
- Liegi-Bastogne-Liegi

2006: 97º
2007: ritirato

### Competizioni mondiali
- Campionati del mondo

San Sebastián 1997 - In linea Junior: ritirato
Lisbona 2001 - Cronometro Elite: 39º
Lisbona 2001 - In linea Elite: 65º
Hamilton 2003 - In linea Elite: 45º
Madrid 2005 - In linea Elite: 102º
Salisburgo 2006 - In linea Elite: 116º
- Giochi olimpici

Atene 2004 - In linea: 69º